# تورورو
تورورو (به پرتغالی: Tururu) یک سکونتگاه مسکونی در برزیل است که در سئارا واقع شده‌است.